# ثيفريس (باد كاليه)
ثيفريس، باد كاليه (بالفرنسية: Thièvres, Pas-de-Calais)‏ هي بلدية تقع في إقليم باد كاليه من منطقة نور با دو كاليه في شمال فرنسا. تبلغ مساحة هذه المدينة 1.26 (كم²)، وترتفع عن سطح البحر 73 م، يبلغ عدد سكانها 123 نسمة حسب إحصاء المعهد الوطني للإحصاء والدراسات الاقتصادية سنة 2009 م. وترأس Patrick Gaillez البلدية خلال فترة (2008-2014).